# Noisseville
Noisseville – miejscowość i gmina we Francji, w regionie Grand Est, w departamencie Mozela.
Według danych na rok 1990 gminę zamieszkiwało 1010 osób, a gęstość zaludnienia wynosiła 388 osób/km² (wśród 2335 gmin Lotaryngii Noisseville plasuje się na 368. miejscu pod względem liczby ludności, natomiast pod względem powierzchni na miejscu 1198.).